# Oxytate forcipata
Oxytate forcipata es una especie de araña cangrejo del género Oxytate, familia Thomisidae. Fue descrita científicamente por Zhang & Yin en 1998.

## Distribución
Esta especie se encuentra en China.

## Tratamiento taxonómico
La especie aparece registrada y publicada en A new species of the genus Oxytate from China (Araneae: Thomisidae). Acta Zootaxonomica Sinica 23: 6–8.